# Aveha
Aveha und Hellivesa sind einheimische Göttinnen, die in Niedergermanien regional verehrt wurden.

## Überblick
Die Gottheiten sind bislang nur durch eine einzige Inschrift bekannt, in der sie neben den mutmaßlichen Matronen Ahueccaniae genannt werden. Die Inschrift ist auf einem 92 cm hohen Sandsteinsockel angebracht, der in Zweitverwendung in der alten Kirche St. Dionysius im Hürther Stadtteil Gleuel gefunden worden ist.
Die Inschrift lautet: 

„Ahueccanis / Avehae et Hellivesae / Sexti Val(erius) Peregrin(us) / et Val(erius) Felicio fratres / ex reditu ipsarum / l(ibentes) p(osuerunt) / Muciano et Fabiano co(n)s(ulibus)“

Die Brüder Sextus Valerius Peregrinus und Valerius Felicius haben demnach das Steindenkmal für die Gottheiten herstellen lassen. Die Angabe der beiden Konsuln Mucianus und Fabianus ermöglicht eine relativ genaue Datierung des Denkmals in das Jahr 201 n. Chr.
Das zugehörige Heiligtum konnte nicht lokalisiert werden, vermutlich lag es nicht weit vom Fundort entfernt.